# Murga Los Diablos Locos
Murga Los Diablos Locos (también Asociación Cultural Murga Diablos Locos), es una Murga que participa como grupo en el Carnaval de Santa Cruz de Tenerife. Fundada en 1970 en el barrio santacrucero de la Cuesta de Piedra por Domingo Santos López, siendo el gran artífice de la vida de esta murga a lo largo de los años el carismático Tomás Carvajal Rodríguez, “Tom Carby”.
Se ha caracterizado por contar con estupendos letristas, como José Manuel Luque “Malacho”, Jaime Matamoro Montero y Víctor Asensio, sumando en los últimos años la juventud de Idafe González a su repertorio. Su estilo "Trónico" es una mezcla entre crítica, humor e ironía; dejando algunos destellos de "disparate" por sus locuras sobre el escenario.

## Historia

### 1970 - 1979 (Primero años)
Fundada en 1970 en el barrio de la Cuesta de Piedra en Santa Cruz de Tenerife, siguió los pasos de la ya desaparecida Murga Diabólicos. Con Domingo Santos López a la cabeza, la murga iniciaría sus primeros pasos en el Carnaval de Santa Cruz de Tenerife. En su segundo año de participación, coge las riendas del grupo carnavalesco el conocido boxeador y entrenador Tomás Carvajal Rodríguez. Su idea fue la de crear un lugar donde los jóvenes del barrio se mantuvieran alejados de las malas influencias que en esos daños tanto estragos hacía en las familias de la zona, algo que también realizaba al iniciar a muchos jóvenes en el boxeo.
La murga inició sus ensayos en la casa de Germina, y luego en un terraplén que estaba por detrás de la vivienda de Doña Candelaria en el barrio santacrucero. En 1979 Diablos Locos se muda a la casa de la calle Candelaria, cerca de La Noria.
Durante la década de los 70, la murga consigue diversos premios (hasta 1977 el premio era único). De esta forma en 1973 consigue el 2º premio, en 1975 el 3º premio, en 1976 el 2º premio y en 1977 el 1º premio.

### 1980 - 1989 (Años de sequía)
En 1980 la murga obtiene el 1º premio de interpretación. Este sería el único premio que conseguirían en esta etapa que los mantendría en sequía hasta mediados de los 90. En 1989, el director de la murga, Tom Carby, fue invitado a dirigir un Cubanito a 4 murgas (Los Bambones, Marchilongas, Alegrones y Diablos Locos) en la Gala de Elección de la Reina.

### 1990 - 1995 (Fallecimiento de Tom Carby)
En 1990 la murga recibe su primer premio de disfraz, siendo el 1º premio de presentación con la fantasía Unicornio Trónico diseñada por Carlos Nieves.
El 31 de octubre de 1994 fallecía Tomás Carvajal Rodríguez, Tom Carby, dejando una huella imborrable en numerosas personas relacionadas con el mundo del Carnaval y el boxeo. En el Carnaval de 1995 la murga participaba con gran esfuerzo y pena sin director, colocando la peluca que solía utilizar Tom Carby en una silla que presidió toda la actuación.

### 1996 - 1999 (Masi Carvajal, director; Víctor Asensio, letrista)
En el Carnaval de 1996 Tomás Francisco Carvajal Morales, conocido como Masi Carvajal e hijo de Tom Carby, toma las riendas en la dirección de la murga. Con él se mantiene la filosofía que selló su padre de que la murga era una familia. En busca de una mejora artística se pone en contacto con el letrista y director musical Víctor Asensio para que escriba los temas y realice el montaje musical del grupo. En ese Carnaval la murga consigue el 3º premio de interpretación, demostrando que la elección de Víctor Asensio fue acertada. Queda en el recuerdo la divertida presentación del disfraz "Speedy González Trónico" donde Masi subió al escenario a lomos de un burro. La mejoría se refrendó en 1997, consiguiendo el 1º premio de interpretación del Concurso de Murgas Adultas del Carnaval de Santa Cruz de Tenerife.
El siguiente año, 1998, la murga consigue el 3º premio de interpretación, además de su primer Premio Criticón al tema "Experimento Murguero" de Víctor Asensio. En ese año sonaría por primera vez el actual y conocido pasacalle de la murga: "Aquí están un año más, Diablos Locos en Carnaval, para ti, para hacerte disfrutar."
En 1999 consiguen el 2º premio de interpretación.

### 2000 - 2005 (Los Hippies)
El nuevo milenio, año 2000, comienza con un 1º premio de interpretación al que se le añadió el Premio Criticón al tema "Zerolo, sin vaselina no que escuece" de Víctor Asensio.
Después de 5 años estando entre los 3 premiados, en 2001, la murga no obtiene ningún galardón en el Carnaval de Santa Cruz de Tenerife.
En 2002 la murga canta uno de sus temas más reconocidos y famosos, "La Comuna Hippie" (o también conocida como "Los Hippies", siendo el humor el estilo que marcaría un inicio en los diferentes temas durante los siguientes años. En ese año su actuación les valió para alzarse con el 1º premio de interpretación.
En 2003 consiguen el 2º premio de interpretación. En 2004 y 2005 no logran premio. Este último año celebran su 35 aniversario.

### 2006 - 2009 (Plantón a Amargo)
A pesar de ser un gran año con estupendas letras y una buena actuación, en 2006 tampoco alcanzan premio. Este año destacan el tema "El Testamento" y "Las Gediondas del bloque 30".
En 2007 la murga se alzó con el 1º premio de interpretación, disfrazados con una sencilla fantasía titulada "Payaso hari hari" y con temas como "Los enemigos del filvit champú, y Amargo vetete por ahí" o "La desconquista de Gran Canaria y Tenerife, y  Amargo vetete por ahí". Este premio les hace merecedores de actuar en la Gala de Elección de la Reina del Carnaval, una gala "polémica" con el bailarín y coreógrafo Rafael Amargo como director, donde se negaron en el escenario a participar, realizando un "plantón" por no sentirse identificados con la misma. En ese momento la murga pudo sentir en primera persona el cariño sobre ella y el sentimiento que esta fiesta hace vivir a los tinerfeños.
En 2008 el grupo de Masi Carvajal consigue el tercer Premio Criticón que existe en sus vitrinas con otra genialidad del letrista Víctor Asensio "La Gramola" que aunaba creatividad y la dificultad en su puesta en escena. Ese mismo año se alzan con el 2º premio de interpretación.
En 2009 son galardonados con el 2º premio de interpretación del Concurso de Murgas Adultas del Carnaval de Santa Cruz de Tenerife con temas como "El Partido del Siglo" y otro conocidísimo tema, "El Teléfono", ambos de Víctor Asensio.

### 2010 - 2015 (The Fasnia Ande Está)
En 2010 cumplen 40 años participando en el Carnaval, no consiguiendo ser premiados, para volver a alzarse con el 1º premio de interpretación en 2011. Disfrazados de "Payasos de la tele" y con temas como "Los Canteritos" o "Escola brasileira diabliña do capoeira traigo samba y movisao para que te quedes asustao (más conocida como La Capoeira)", un tema que mostraba el característico "disparate Trónico", conquistaron el máximo galardón del concurso de Murgas adultas.
2012 fue un año en blanco en el apartado de premios para la murga.
En 2013, disfrazados con la fantasía "Trónico desde el 71 y sigo tan campante" la murga vuelve a obtener un premio de presentación después de 23 años. Al 2º premio de presentación por el citado disfraz se le sumaba el 2º premio de interpretación donde destacó el tema "Los Presuntos" de Víctor Asensio.
En 2014 repiten con el 2º premio de presentación a su fantasía "Con faldas y a lo loco", además del 3º premio de interpretación. Cabe destacar que este año la murga interpreta uno de los temas más conocido en el Carnaval de Santa Cruz que hizo del Recinto Ferial de Tenerife de una fiesta continua. "The Fasnia ¿Ande está? Después de El Escobonal" es un tema que quedó para la historia.
Volviendo a recibir el 2º premio de interpretación con el disfraz "Los Hijos de la Gran Putin", en 2015 vuelven a ganar el concurso de Murgas adultas recibiendo el 1º premio de interpretación con temas como "De mujer a mujer" una mezcla de humor y crítica que ensalzar el valor de la mujer.

### 2016 - 2020 (Despedida de Masi como director)
En 2016 continúa en la senda de los premios de disfraz, consiguiendo nuevamente el 2º premio de presentación con la fantasía "Los guiris Trónicos o el martirio de un daltónico", consiguiendo también el Accésit de interpretación.
En 2017 la murga consigue el 3º premio de presentación con el disfraz "Venecia es más que un color, no, el bobo, que viva Los Fregolinos".
En 2018 la murga es premiada con el Accésit de interpretación, así como el 2º premio de presentación con la fantasía "Los hijos de Ra-món".
Al igual que en años anteriores, en 2019, se vuelven a alzar con el 2º premio de presentación. El título del disfraz fue "Sir Thomas Francis Carnival, el último Dandy".
2020 es el año marcado por la despedida de Masi Carvajal como director de la murga. Este Carnaval Masi dirigiría por última vez al grupo, compartiendo esa función con su hijo Tomy Carvajal que tomará las riendas de manera total a partir del siguiente año. De esta manera se continúa la saga Carvajal, siguiendo con la tradición pasada de padres a hijos. La murga consigue un doblete de 2º premios, interpretación y presentación. La fantasía del disfraz fue "Diablo con corazón de payaso" y en la final interpretaron "La Purga" un tema de Víctor Asensio que puso en pie el Recinto Ferial de Tenerife. Este año colabora con la murga Acaymo Correa como director musical a la vez que Víctor Asensio. Cada uno realizó el montaje musical de dos temas.

### 2021 (La Pandemia y La Canción del Siglo)
Durante 2021, y con motivo de la COVID-19, el Carnaval de Santa Cruz de Tenerife fue suspendido. Por ello, la organización del mismo realizó el concurso "La Canción del Siglo" donde cada murga propuso el tema que en su opinión podría lograr este galardón. Después de una votación popular, el tema de la murga "The Fasnia ¿Ande está? Después de El Escobonal" se alzó con este reconocimiento.

### 2022 (Carnaval en junio y año 1 de Tomy Carvajal)
En este año Tomy Carvajal toma totalmente los poderes en el ámbito artístico de la murga, convirtiéndose en el director de la misma a todos sus efectos. Junto a él, Acaymo Correa tomará totalmente la dirección musical del grupo, quedando Víctor Asensio únicamente como letrista junto a un grupo de componentes de la Murga que ya llevaba algunos años colaborando. Con motivo de la COVID-19 y las restricciones que esta produjo, el Carnaval de Santa Cruz de Tenerife se aplazó hasta junio. La murga obtuvo el 2º premio de presentación con el disfraz "The majorettes tricontinental dance, han llegado al carnaval" y el 1º premio de interpretación en un concurso donde sólo se interpretó un tema en la fase, "Pa enterado, Yo", y uno en la final, La Funeraria".

## Tom Carby

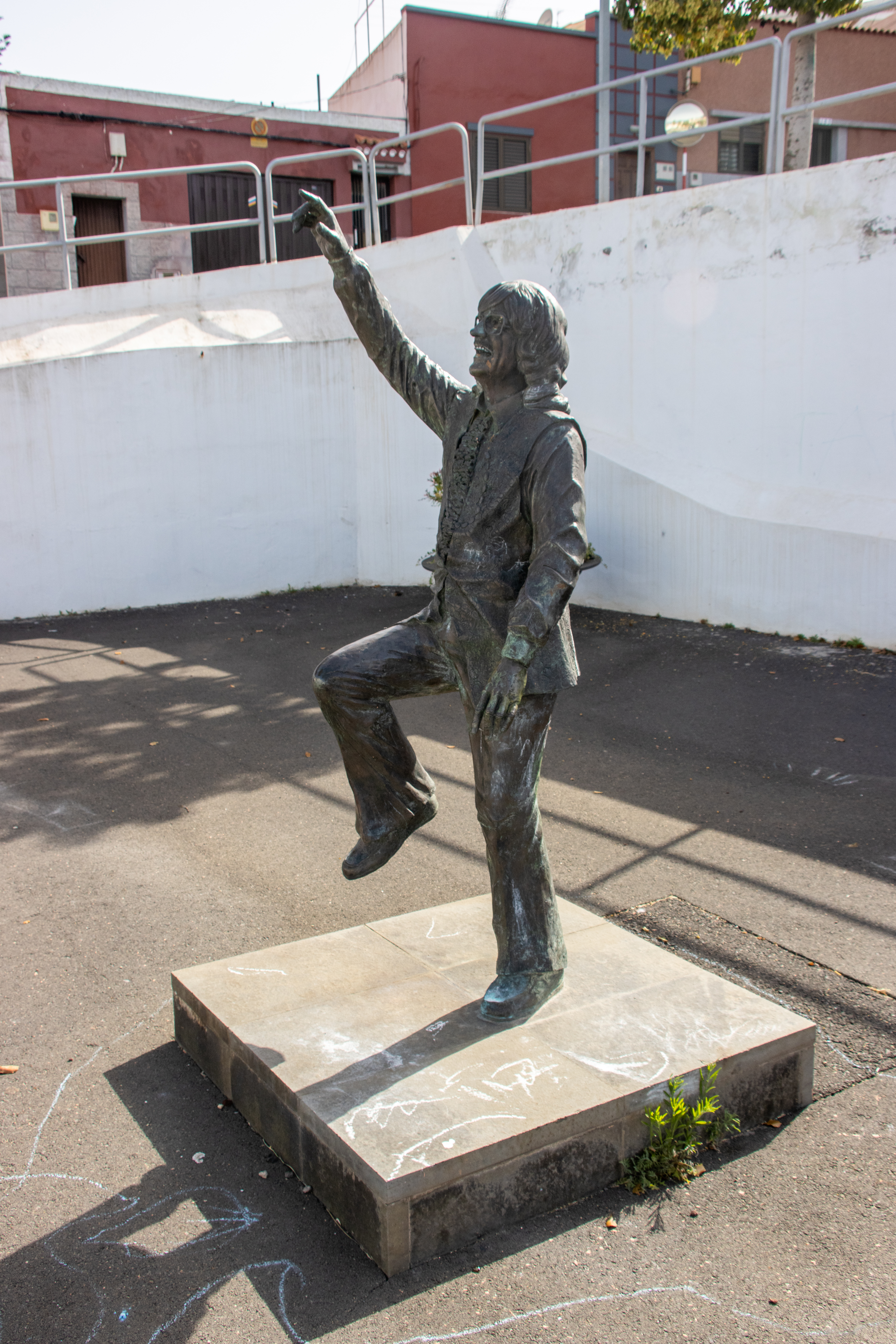
Estatua de Tom Carby en Santa Cruz de Tenerife.

En Tom Carby confluían dos pasiones: boxeo y carnaval, hasta que la murga le acaparó la mayoría del tiempo y le obligó a dejar su otra afición. En ambos casos ayudó a decenas de vecinos y amigos de la Cuesta Piedra, donde nació Diablos Locos. La murga salió el primer año, bajo la dirección de Domingo Santos López y Tom Carby en la fila, tocando la sandunga; sin su característica peluca rubia que incorporaría a su atuendo con el paso de los años, por el que era tan reconocido en Carnaval como por su patada al aire, que marcaba el final de las canciones.
Tras pasar su infancia en Los Llanos, se trasladó a las viviendas sociales de Cuesta Piedra, donde conoció a Bolodia Morales Morales, quien a la postre fue su esposa, y madre de Masi y Lali Carvajal.
Estuvo 24 años como director, porque el primero salió como componente. El 31 de octubre de 1994 falleció Tomás Carvajal Rodríguez, conocido en el Carnaval y el boxeo como Tom Carby. En su funeral, Antonio Ramírez, Toño el Chocolate -entonces director, fundador y presidente de la Sociedad Mamel's-, lo inmortaliza con una frase lapidaria: "El único diablo que ha subido al cielo".

#### Premio “Tom Carby”
Premio entregado por Masi Carvajal al grupo o persona que, por su esfuerzo y dedicación ese año, se considere "Trónica".
En sus primeros años este reconocimiento era dado solo a murgas. A partir de 2023, se abrió la posibilidad de recibirlo a cualquier grupo o persona relacionada con el Carnaval que sea merecedor del mismo. 
| Año  | Premiado                        |
| ---- | ------------------------------- |
| 1995 | Afilarmónica Ni Fú – Ni Fá      |
| 1996 | Afilarmónica Triqui-Traques     |
| 1997 | Juanventitreros                 |
| 1998 | Marchilongas                    |
| 1999 | Mamelucos                       |
| 2000 | Ni Pico-Ni Corto                |
| 2001 | Trapaseros                      |
| 2002 | Singuangos                      |
| 2003 | Bambones                        |
| 2004 | Los Caducos                     |
| 2005 | Guachipanduzy                   |
| 2006 | Tras Con Tras                   |
| 2007 | Los Trabas                      |
| 2008 | Clónicas                        |
| 2009 | Chinchosos                      |
| 2010 | Serenquenquenes y Diablos Locos |
| 2011 | Zeta-Zetas                      |
| 2012 | Ni Muchas Ni Pocas              |
| 2013 | Triquikonas                     |
| 2014 | La Traviata                     |
| 2015 | Los Desbocados y Maxi Carvajal  |
| 2016 | Los Que Son Son                 |
| 2017 | MasQLocas                       |
| 2018 | Jocikudos                       |
| 2019 | Diabólicas                      |
| 2020 | Klandestinas                    |
| 2022 | Desatadas                       |
| 2023 | Comparsa Joroperos              |
| 2024 | Agrupación Musical Sabor Isleño |
| 2025 | Murga La Sonora                 |

## Trónico
Palabra acuñada por Tom Carby para referirse a algo que se hace desde el corazón, con ganas y coraje. También hacía referencia a todo lo relacionado con su murga "Los Diablos Locos". Esta palabra era muy utilizada por la alma mater de la murga y hoy en día se utiliza con asiduidad por sus componentes y aficionados.

## Premios

### Interpretación
| 1973 | 1975 | 1976 | 1977 | 1980 | 1996 | 1997 | 1998 | 1999 | 2000 | 2002 | 2003 | 2007 | 2008 | 2009 | 2011 | 2013 | 2014 | 2015 | 2016 | 2018 | 2020 | 2022 | 2023 | 2024 |
| ---- | ---- | ---- | ---- | ---- | ---- | ---- | ---- | ---- | ---- | ---- | ---- | ---- | ---- | ---- | ---- | ---- | ---- | ---- | ---- | ---- | ---- | ---- | ---- | ---- |
| 2º   | 3º   | 2º   | 1º   | 1º   | 3º   | 1º   | 3º   | 2º   | 1º   | 1º   | 2º   | 1º   | 2º   | 2º   | 1º   | 2º   | 3º   | 1º   | Acc. | Acc. | 2º   | 1º   | 2°   | 3º   |

### Presentación
| 1990 | 2013 | 2014 | 2015 | 2016 | 2017 | 2018 | 2019 | 2020 | 2022 | 2023 | 2024 |
| ---- | ---- | ---- | ---- | ---- | ---- | ---- | ---- | ---- | ---- | ---- | ---- |
| 1º   | 2º   | 2º   | 2º   | 2º   | 3º   | 2º   | 2º   | 2º   | 2º   | 2°   | 1º   |

### Premio Criticón
| 1998 | "Experimento Murguero" de Víctor Asensio                   |
| 2000 | "Zerolo, sin vaselina ¡no!, que escuece" de Víctor Asensio |
| 2008 | "La Gramola" de Víctor Asensio                             |

### Premo "Borja Reyes" al mejor director (entregado por la Murga Ni Pico Ni Corto)
| 2005 | Masi Carvajal |

### Premio "Tom Carby"
| 2010 | Murga Los Diablos Locos |

### Premio "Jorge Hdez. Palmero" a la mejor percusión (entregado por la Murga Los Trabas)
| 2010 | Percusión de la Murga Los Diablos Locos |

### Canción del Siglo
| 2021 | "The Fasnia ¿Ande está? Después de El Escobonal" |

### Premio "Mamá Lala" (entregado por la Afilarmónica Triqui-Traques)
| 2025 | Murga Los Diablos Locos |

## Disfraces
| Año  | Nombre de la fantasía                                                                                            | Premios         |
| ---- | --- | --------------- |
| 2025 | Este año parece que aflojamos, pero en la batalla estamos. Escuchamos pero no juzgamos.                          | No premiado     |
| 2024 | Ayumbayé, que en el idioma de la tribu Trónica significa no te vaigas par’que almuerces. ¡Hau!                   | 1º presentación |
| 2023 | Desde los mares más profundos llega esta tripulación con rumbo a conquistar el Carnaval y que no llegue su final | 2° presentación |
| 2022 | The majorettes tricontinental dance, han llegado al carnaval                                                     | 2° presentación |
| 2020 | Diablo con corazón de payaso                                                                                     | 2º presentación |
| 2019 | Sir Thomas Francis Carnival, el último Dandy                                                                     | 2º presentación |
| 2018 | Los hijos de Ra-món                                                                                              | 2º presentación |
| 2017 | Venecia es más que un color, no, el bobo, que viva Los Fregolinos                                                | 3º presentación |
| 2016 | Los guiris Trónicos o el martirio de un daltónico                                                                | 2º presentación |
| 2015 | Los hijos de la gran Putin                                                                                       | 2º presentación |
| 2014 | Con faldas y a lo loco                                                                                           | 2º presentación |
| 2013 | Trónico desde el 71 y sigo tan campante                                                                          | 2º presentación |
| 2012 | Buscando a Wally                                                                                                 | No premiado     |
| 2011 | Payasos de la tele                                                                                               | No premiado     |
| 2010 | Dartañan al ataque                                                                                               | No premiado     |
| 2009 | Payaso aproximadamente disfrazado de Frankestein agridulce con vistas al mar                                     | No premiado     |
| 2008 | *Nombre de la fantasía no documentado                                                                            | No premiado     |
| 2007 | Payaso hari hari                                                                                                 | No premiado     |
| 2006 | Bar-man | No premiado     |
| 2005 | Mi muñequito preferido                                                                                           | No premiado     |
| 2004 | *Nombre de la fantasía no documentado                                                                            | No premiado     |
| 2003 | Los Harlem GloberTronic                                                                                          | No premiado     |
| 2002 | Orquesta Alcoholifónica del Barranco Santos                                                                      | No premiado     |
| 2001 | *Nombre de la fantasía no documentado                                                                            | No premiado     |
| 2000 | Romano | No premiado     |
| 1999 | Golfista | No premiado     |
| 1998 | Los preferidos del reino                                                                                         | No premiado     |
| 1997 | Espermatozoide Trónico de 1916                                                                                   | No premiado     |
| 1996 | Speedy González Trónico                                                                                          | No premiado     |
| 1995 | *Nombre de la fantasía no documentado                                                                            | No premiado     |
| 1994 | *Nombre de la fantasía no documentado                                                                            | No premiado     |
| 1993 | *Nombre de la fantasía no documentado                                                                            | No premiado     |
| 1992 | *Nombre de la fantasía no documentado                                                                            | No premiado     |
| 1991 | *Nombre de la fantasía no documentado                                                                            | No premiado     |
| 1990 | Unicornio Trónico                                                                                                | 1º presentación |
| 1989 | *Nombre de la fantasía no documentado                                                                            | No premiado     |
| 1988 | *Nombre de la fantasía no documentado                                                                            | No premiado     |
| 1987 | *Nombre de la fantasía no documentado                                                                            | No premiado     |
| 1986 | *Nombre de la fantasía no documentado                                                                            | No premiado     |
| 1985 | *Nombre de la fantasía no documentado                                                                            | No premiado     |
| 1984 | *Nombre de la fantasía no documentado                                                                            | No premiado     |
| 1983 | *Nombre de la fantasía no documentado                                                                            | No premiado     |
| 1982 | *Nombre de la fantasía no documentado                                                                            | No premiado     |
| 1981 | *Nombre de la fantasía no documentado                                                                            | No premiado     |
| 1980 | *Nombre de la fantasía no documentado                                                                            | No premiado     |
| 1979 | *Nombre de la fantasía no documentado                                                                            | No premiado     |
| 1978 | *Nombre de la fantasía no documentado                                                                            | No premiado     |
| 1977 | *Nombre de la fantasía no documentado                                                                            | No premiado     |
| 1976 | *Nombre de la fantasía no documentado                                                                            | No premiado     |
| 1975 | *Nombre de la fantasía no documentado                                                                            | No premiado     |
| 1974 | *Nombre de la fantasía no documentado                                                                            | No premiado     |
| 1973 | *Nombre de la fantasía no documentado                                                                            | No premiado     |
| 1972 | *Nombre de la fantasía no documentado                                                                            | No premiado     |
| 1971 | *Nombre de la fantasía no documentado                                                                            | No premiado     |
| 1970 | *Nombre de la fantasía no documentado                                                                            | No premiado     |

## Temas
| Año  | 1º tema de fase                                                                                 | 2º tema de fase | 1º tema de final                                                                               | 2º tema de final                                                                         | Premios                   |
| ---- | ----------------------------------------------------------------------------------------------- | --- | ---------------------------------------------------------------------------------------------- | ---------------------------------------------------------------------------------------- | ------------------------- |
| 2025 | Políticamente Incorrecto                                                                        | El Libro del Canarión                                                                                                   | Memorias de un transistor *No cantada en el concurso                                           | Eventos Trónicos *No cantada en el concurso                                              | No premiada               |
| 2024 | La EPM: Encuesta Puñetera Murguera, o sea, una de encuestas                                     | La Medium Justiciera | La revolución                                                                                  | Lo que sufrimos los de negro                                                             | 3º de interpretación      |
| 2023 | La Empatía                                                                                      | El Multiverso Murguero                                                                                                  | Hoy nos retamos                                                                                | *En esta edición la final fue a un tema                                                  | 2º de interpretación      |
| 2022 | Pa' enterado, Yo                                                                                | *Tema único en fase | La Funeraria                                                                                   | *Tema único en final                                                                     | 1º de interpretación      |
| 2020 | Agencia Canaria de Empleo Trónica                                                               | El Autocorrector | El Congreso, El Musical                                                                        | La Purga Murguera                                                                        | 2º de interpretación      |
| 2019 | La cadena de favores                                                                            | Las Diablas de Efraín Secret                                                                                            | Hoy conmemoramos                                                                               | La Academia                                                                              | No premiada               |
| 2018 | Ilustres e ignorantes                                                                           | Ni más ni menos ni todo lo contrario                                                                                    | Más serios que nunca                                                                           | Cada oveja con su pareja, más Diablos que nunca.                                         | Accésit de interpretación |
| 2017 | La tómbola loca                                                                                 | La máquina del tiempo                                                                                                   | Los mandamientos Murgueros                                                                     | La Mano que mece la murga                                                                | No premiada               |
| 2016 | La Mulga Oliental                                                                               | La Sauna | La Carta de Juan Luis                                                                          | Con plataformas y a lo loco.                                                             | Accésit de interpretación |
| 2015 | En un concurso de retahílas, un rajazo como los de antes, y sin ritmo de merengue               | El resucitado: la cabra es prestada, por favor no se la lleven.                                                         | La Trónica historia de la música                                                               | De mujer a mujer                                                                         | 1º de interpretación      |
| 2014 | La Voz Murguera                                                                                 | Cosas de Casa | Tomas falsas                                                                                   | The Fasnia ¿Ande está? Después de El Escobonal.                                          | 3º de interpretación      |
| 2013 | Una de bancos                                                                                   | Una canción para cada situación                                                                                         | Los presuntos                                                                                  | La Canción de los sentidos                                                               | 2º de interpretación      |
| 2012 | Buscando a Wally                                                                                | La discusión | El náufrago y lo que sobra para rancho de pulpo                                                | El porque de las cosas y lo que sobra para rancho de pulpo                               | No premiada               |
| 2011 | ¿Quién es quién?                                                                                | Sopa de letras | Los Canteritos                                                                                 | Escola brasileira diabliña do capoeira traigo samba y movisao para que te quedes asustao | 1º de interpretación      |
| 2010 | Sabina VS Rafael, o lo que es lo mismo, Zerolo VS Ángel Llanos                                  | Rajazo 2010 | Carnaval Anónimo                                                                               | El Perro, El Hippie y el Piojo                                                           | No premiada               |
| 2009 | La Casa del Terror                                                                              | La Hartanga | El Partido del Siglo                                                                           | El Teléfono                                                                              | 2º de interpretación      |
| 2008 | El Karaoki                                                                                      | Me encontré a Copperfield en la calle de La Noria                                                                       | La bodega de Damián                                                                            | La Gramola                                                                               | 2º de interpretación      |
| 2007 | Mentiroso compulsivo y Amargo vetete por ahí                                                    | Pasodoble de antaño con h intercalada y acento en la f y Amargo vetete por ahí                                          | Los enemigos del filvit champú, y Amargo vetete por ahí                                        | La desconquista de Gran Canaria y Tenerife y Amargo vetete por ahí                       | 1º de interpretación      |
| 2006 | El Testamento                                                                                   | Si eso mañana les digo el título                                                                                        | Bar-man el penúltimo superhéroe                                                                | Las gediondas del bloque 30                                                              | No premiada               |
| 2005 | Los Diablitos Locos                                                                             | Si a Canarias quieres mejorar, vota al tar y cuar, porque si no saco el cortauñas y te rajo las cuatro ruedas del coche | Zerolo, bonito, Santa Cruz va a estar muy bonito                                               | La Gala 2005, por ahí mismo te la hinco. Odisea en Santa Catalina                        | No premiada               |
| 2004 | La Coctelera                                                                                    | El señor de los ladrillos                                                                                               | Si te cojo, te reviento                                                                        | Guau guau, guau                                                                          | No premiada               |
| 2003 | Radio Murga                                                                                     | *Nombre del tema no documentado                                                                                         | La bolsa                                                                                       | Más sabe el diablo por viejo que por diablo                                              | 2º de interpretación      |
| 2002 | Hacha, la primera en la frente. No te peines a un lado que te entra el flequillo en el ojo      | No solo de murgas vive el Carnaval                                                                                      | Zerolo, te mando esta carta por mensajero porque si te la mando por correo te llega en Navidad | La Comuna Hippie                                                                         | 1º de interpretación      |
| 2001 | *Nombre del tema no documentado                                                                 | *Nombre del tema no documentado                                                                                         | *Nombre del tema no documentado                                                                | *Nombre del tema no documentado                                                          | No premiada               |
| 2000 | Dámaso agárrate que vienen curvas                                                               | A la orilla de un barranco, mi madre mató un cochino, quédate hoy a almorzar. 8 por 5, 40.                              | *Nombre del tema no documentado                                                                | Las Chochas Locas Light                                                                  | 1º de interpretación      |
| 1999 | Las verdades de un murguero Trónico                                                             | A las murgas de Las Palmas con cariño y emoción le contesta Diablos Locos con esta humilde canción.                     | El que ríe el último ríe mejor                                                                 | Carnaval sí, política no El que no se ha escondido, tiempo ha tenido.                    | 2º de interpretación      |
| 1998 | El libro de la selva                                                                            | *Nombre del tema no documentado                                                                                         | Experimento murguero                                                                           | De aquí al talego                                                                        | 3º de interpretación      |
| 1997 | Mira que eres lindo, que bonito eres. No he visto Zerolo un alcalde más guapo y más vago que tú | Pasodoble mixto de jamón y queso a la plancha vuelta y vuelta. Me lo parte a la mitad por favor. Gracias                | *Nombre del tema no documentado                                                                | *Nombre del tema no documentado                                                          | 1º de interpretación      |
| 1996 | Son cosas nuestras                                                                              | *Nombre del tema no documentado                                                                                         | *Nombre del tema no documentado                                                                | Rajazo en do menor para murga y timbal                                                   | 3º de interpretación      |
| 1995 | *Nombre del tema no documentado                                                                 | *Nombre del tema no documentado                                                                                         | *Nombre del tema no documentado                                                                | *Nombre del tema no documentado                                                          | No premiada               |
| 1994 | *Nombre del tema no documentado                                                                 | *Nombre del tema no documentado                                                                                         | *Nombre del tema no documentado                                                                | *Nombre del tema no documentado                                                          | No premiada               |
| 1993 | *Nombre del tema no documentado                                                                 | *Nombre del tema no documentado                                                                                         | *Nombre del tema no documentado                                                                | *Nombre del tema no documentado                                                          | No premiada               |
| 1992 | *Nombre del tema no documentado                                                                 | *Nombre del tema no documentado                                                                                         | *Nombre del tema no documentado                                                                | *Nombre del tema no documentado                                                          | No premiada               |
| 1991 | *Nombre del tema no documentado                                                                 | *Nombre del tema no documentado                                                                                         | *Nombre del tema no documentado                                                                | *Nombre del tema no documentado                                                          | No premiada               |
| 1990 | *Nombre del tema no documentado                                                                 | *Nombre del tema no documentado                                                                                         | *Nombre del tema no documentado                                                                | *Nombre del tema no documentado                                                          | No premiada               |
| 1989 | *Nombre del tema no documentado                                                                 | *Nombre del tema no documentado                                                                                         | *Nombre del tema no documentado                                                                | *Nombre del tema no documentado                                                          | No premiada               |
| 1988 | *Nombre del tema no documentado                                                                 | *Nombre del tema no documentado                                                                                         | *Nombre del tema no documentado                                                                | *Nombre del tema no documentado                                                          | No premiada               |
| 1987 | *Nombre del tema no documentado                                                                 | *Nombre del tema no documentado                                                                                         | *Nombre del tema no documentado                                                                | *Nombre del tema no documentado                                                          | No premiada               |
| 1986 | *Nombre del tema no documentado                                                                 | *Nombre del tema no documentado                                                                                         | *Nombre del tema no documentado                                                                | *Nombre del tema no documentado                                                          | No premiada               |
| 1985 | *Nombre del tema no documentado                                                                 | *Nombre del tema no documentado                                                                                         | *Nombre del tema no documentado                                                                | *Nombre del tema no documentado                                                          | No premiada               |
| 1984 | *Nombre del tema no documentado                                                                 | *Nombre del tema no documentado                                                                                         | *Nombre del tema no documentado                                                                | *Nombre del tema no documentado                                                          | No premiada               |
| 1983 | *Nombre del tema no documentado                                                                 | *Nombre del tema no documentado                                                                                         | *Nombre del tema no documentado                                                                | *Nombre del tema no documentado                                                          | No premiada               |
| 1982 | *Nombre del tema no documentado                                                                 | *Nombre del tema no documentado                                                                                         | *Nombre del tema no documentado                                                                | *Nombre del tema no documentado                                                          | No premiada               |
| 1981 | *Nombre del tema no documentado                                                                 | *Nombre del tema no documentado                                                                                         | *Nombre del tema no documentado                                                                | *Nombre del tema no documentado                                                          | No premiada               |
| 1980 | *Nombre del tema no documentado                                                                 | *Nombre del tema no documentado                                                                                         | *Nombre del tema no documentado                                                                | *Nombre del tema no documentado                                                          | 1º de interpretación      |
| 1979 | *Nombre del tema no documentado                                                                 | *Nombre del tema no documentado                                                                                         | *Nombre del tema no documentado                                                                | *Nombre del tema no documentado                                                          | No premiada               |
| 1978 | *Nombre del tema no documentado                                                                 | *Nombre del tema no documentado                                                                                         | *Nombre del tema no documentado                                                                | *Nombre del tema no documentado                                                          | No premiada               |
| 1977 | *Nombre del tema no documentado                                                                 | *Nombre del tema no documentado                                                                                         | *Nombre del tema no documentado                                                                | *Nombre del tema no documentado                                                          | 1º de interpretación      |
| 1976 | *Nombre del tema no documentado                                                                 | *Nombre del tema no documentado                                                                                         | *Nombre del tema no documentado                                                                | *Nombre del tema no documentado                                                          | 2º de interpretación      |
| 1975 | *Nombre del tema no documentado                                                                 | *Nombre del tema no documentado                                                                                         | *Nombre del tema no documentado                                                                | *Nombre del tema no documentado                                                          | 3º de interpretación      |
| 1974 | *Nombre del tema no documentado                                                                 | *Nombre del tema no documentado                                                                                         | *Nombre del tema no documentado                                                                | *Nombre del tema no documentado                                                          | No premiada               |
| 1973 | *Nombre del tema no documentado                                                                 | *Nombre del tema no documentado                                                                                         | *Nombre del tema no documentado                                                                | *Nombre del tema no documentado                                                          | 2º de interpretación      |
| 1972 | *Nombre del tema no documentado                                                                 | *Nombre del tema no documentado                                                                                         | *Nombre del tema no documentado                                                                | *Nombre del tema no documentado                                                          | No premiada               |
| 1971 | *Nombre del tema no documentado                                                                 | *Nombre del tema no documentado                                                                                         | *Nombre del tema no documentado                                                                | *Nombre del tema no documentado                                                          | No premiada               |
| 1970 | *Nombre del tema no documentado                                                                 | *Nombre del tema no documentado                                                                                         | *Nombre del tema no documentado                                                                | *Nombre del tema no documentado                                                          | No premiada               |

## Aportaciones sociales y culturales
La murga, dentro de sus acciones a realizar como la Asociación Cultural que es, realiza diferentes aportaciones sociales por medio de iniciativas solidarias que intentan ayudar a la sociedad aportando su granito de arena dentro de lo que su ámbito de acción le permite.
- Pulseras solidarias donde el importe íntegro es donado a una ONG.[5]
- Recaudación en la presentación del disfraz en la que parte de los recaudado es entregado a una ONG previamente seleccionada.
- Actuaciones gratuitas para asociaciones sin ánimo de lucro que así lo necesite.
- Campañas de Hemodonación realizadas en el local de la Murga.[6][7]

### EduCarnaval[8]
EduCarnaval es el proyecto educativo creado por la Asociación Cultural Murga Diablos Locos donde quieren mostrar que el carnaval es una fiesta de tradición popular que se remonta siglos atrás que desde la escuela no se puede obviar.
Surge la idea de acercar al entorno educativo la cultura del Carnaval de la ciudad de Santa Cruz de Tenerfe, desde el punto de vista de una agrupación carnavalera y desde un colectivo con más de cincuenta años de historia.
De esta forma se pretende trabajar contenidos del currículo educativo de muy diversas formas: Situación de Aprendizaje, visitas, entrevistas, talleres, etc. todo ello dependiendo de la concepción metodológica del docente en el aula y del propio centro.